# 巴爾溫科韋 (蘇梅州)
50°51′9″N 34°50′0″E / 50.85250°N 34.83333°E
巴爾溫科韋（烏克蘭語：Барвінкове）是位於烏克蘭東北部的村莊，由蘇梅州蘇梅區的下瑟羅瓦特卡市鎮負責管轄。該村處於普肖爾河右岸，距離斯塔雷村1公里，海拔高度132米，2001年人口92。